# 天主教苏州教区
天主教苏州教区（拉丁語：Dioecesis Suceuvensis）是天主教在中国江苏省东南部设立的一个教区。

## 历史
明朝万历二十七年（1599年）一月，意大利籍耶稣会传教士利玛窦自北京返程途中，在苏州小住。此前，利玛窦绘制的《山海舆地图》也由应天巡抚赵可怀翻刻于苏州。明末清初，意大利籍传教士郭居静、毕方济，葡萄牙籍传教士罗如望、黎伯多、傅汛济、阳玛诺，法国籍传教士金尼阁等人先后来苏州地区传教。
清朝顺治六年（1649年），意大利籍传教士潘国光、贾谊睦来苏州传教，得到上海徐光启的孙女许甘弟大夫人资助，在通关坊兴建了苏州第一座天主教堂，顺治帝题赐“钦崇天道”横匾一块及御碑一座。顺治十五年（1658年），比利时籍耶稣会传教士鲁日满经澳门来江南，常在苏州、常熟传教。康熙三年（1664年），苏州城内有教友约500人，多为官员、士绅、富商，常熟有教堂2座，教友1万多人，太仓、昆山也有教堂及教友。
康熙十九年（1680年），比利时籍传教士柏应理、意大利籍传教士毕嘉扩建通关坊教堂，并且在苏州城外三十里的白鹤山（今枫桥镇白马涧）购置山地百余亩建教友公墓。1682年，常熟人吴历（吴渔山，康熙二十一年即1676年皈依天主教，圣名西满）在澳门晋铎，是当时三名中国籍神父之一，也是苏州地区首位中国籍神父。不久他从澳门回到家乡江浙地区特别是在嘉定和上海传教。此后，外籍传教士不断来苏州传教并建教堂。同治年间，在法国籍传教士桑理爵、伊宗尹等司铎经营下，苏州北街、浒关佘桥、胥门外杨家桥等地先后建有教堂，并且在东美巷、旧学街、临顿路、桃花坞街开教理班。
顺治十八年（1660年），江南地区设为江南宗座代牧区。康熙十五年（1676年），罗马教廷委任中国籍神父罗文藻为江南宗座代牧。康熙二十九年（1690年）罗马教廷正式建立江南教区，起初由葡萄牙人管理，道光二十八年（1848年）起历任江南教区主教均为法国人。咸丰三年（1853年），将苏州传教站改为苏州传教区。咸丰五年（1855年），成为江南代牧区的7个总铎区之一。同治五年（1866年）后，苏州和常州传教区经历了两分两合。同治十三年（1874年），改称苏州总铎区。民国十一年（1922年），苏州总铎区属新建的江苏代牧区。民国十三年（1924年）全国主教会议后，外国籍传教士退居幕后，苏州总铎区长期由华人出任司铎。民国二十五年（1936年）起，由同年新建的上海教区管理。（一说上海教区是1931年建立。）
1949年4月27日，中国人民解放军占领苏州。1949年6月9日，教廷宣布从上海教区分设苏州教区，管理苏州、吴县、常熟、太仓、昆山、吴江等地。主教为47岁的龔品梅，同年10月7日祝圣。苏州教区下分苏州、常熟、太仓3个总铎区。其中，苏州总铎区由张四维副主教兼总本堂，辖吴县、吴江县、昆山县，辖5个本堂区，教徒1000人；常熟总铎区由张寿琪任总本堂，辖3个本堂区，教徒8000人；太仓总铎区由徐鸿绅任总本堂，辖3个本堂区，教徒8000人。中华人民共和国成立初期，苏州教区有教徒约31350人，神职人员34人。
上海教区主教空缺后，龔品梅被任命为上海教区主教。1950年7月15日，龔品梅在上海董家渡天主堂被祝圣为上海教区主教，仍然代理苏州教区主教。1955年龔品梅被捕，1979年被教宗秘密册封为枢机，1985年获假释，1988年赴美，1991年正式擢升为枢机，2000年逝世。
1956年，沈初鸣代理天主教苏州教区主教。1958年2月9日，沈初鸣被自选为天主教苏州教区正权主教。1959年11月15日自圣。1974年沈初鸣逝世。文革期间，天主教苏州教区停止活动。中共十一届三中全会后，天主教苏州教区恢复活动。1981年，自选的马龙麟在北京南堂被自圣为主教。1999年6月，81岁的马龙麟逝世。1992年，苏州教区有教徒约50000人，神甫8人、修女18人。
1999年12月18日，刚从美国留学归来的徐宏根神父当选为苏州教区主教，并得到教宗若望·保禄二世的认可。2006年4月20日，当选主教徐宏根神父在苏州杨家桥圣母七苦主教座堂晋牧。祝圣仪式由临沂教区主教房兴耀主礼，青岛教区李明述主教、周村教区马学圣主教、济南教区张宪旺助理主教和南京教区陆新平主教（当时为尚未被宗座认可的主教）襄礼。
苏州教区主教府（主教公署）过去设在大新巷天主堂。2014年12月3日，苏州教区主教公署暨苏州工业园区天主堂落成祝圣典礼在阳澄湖畔举行。苏州教区主教公署暨苏州工业园区天主堂，2011年5月28日奠基，占地面积12000余平方米，总建筑面积5600余平方米，建筑风格为哥特式，结合苏州传统的白墙灰瓦，主塔高80米。圣堂奉“圣方济各·沙勿略”主保。
自1979年至2016年，苏州教区恢复、修建、新建天主堂共34座，是苏州教区成立之初的一半，但已能满足教区内教友的信仰需求。从1987年到2013年，苏州教区先后祝圣20名神父。
2016年，苏州教区有主教1位、神父21位、修女15位、修生1位、初学女生1位，教友约6万左右。

## 首牧

### 宗座任命
苏州教区主教
- 1949年10月7日—1950年7月15日：龚品梅（圣名：依纳爵，1901年—2000年3月12日）
  - 1950年7月15日—2000年3月12日：上海教区主教龚品梅兼任宗座署理
  - 2000年3月12日—2005年：主教出缺
- 2005年至今：徐宏根（圣名：若瑟，1961年生）

### 自选自圣
苏州教区主教
- - 1956年—1959年11月15日：沈初鸣（圣名：依纳爵，1889年—1974年）（代理主教）[4]
- 1959年11月15日—1974年：沈初鸣（1958年2月9日自选，1959年11月15日自圣）[4]
  - 1974年—1981年7月24日：主教出缺
- 1981年7月24日—1999年6月9日：马龙麟（圣名：玛弟亚，1918年—1999年6月9日）（1981年7月7日自选，1981年7月24日自圣）[1]
  - 1999年6月9日—2006年4月20日：主教出缺
- 2006年4月20日至今：徐宏根（圣名：若瑟，1961年生）（1999年12月18日自选，2006年4月20日自圣）[1]

## 堂区

### 姑蘇區
- 杨家桥圣母七苦主教座堂：苏州市三香路1162号，1887年建
- 大新巷若瑟堂：苏州市大新新村14号，1902年建，又名雅园

### 苏州工业园區
- 園區主教府聖方濟各·沙勿略堂

### 吳中區
- 甪直天主之母堂：苏州市吴中区甪直镇东市上塘街12号天主堂
- 木渎耶稣圣心堂： 苏州市吴中区木渎镇小窑弄3号

### 相城區
- 湘城圣母奉獻堂：苏州市相城区阳澄湖镇渔业村1号天主堂

### 吴江區
- 黎里圣若瑟堂 ：苏州市吴江區汾湖鎮黎里九南街6号
- 同里耶稣圣心堂：苏州市吴江區同里鎮鱼行街170号

### 昆山市
- 陆家耶稣圣心堂：苏州市昆山市陆家镇教堂路8号
- 圣伯多禄堂：苏州市昆山市周市镇东明村
- 圣若瑟堂：苏州市昆山市开发区昆嘉路110号 （具體在昆嘉路和馬塘路的交匯處。已拆除，據説會在原址附近重建。）
- 圣母圣心堂：苏州市昆山市开发区中华园路天主堂 （即小橫塘天主堂）
- 圣弥额尔堂 ：苏州市昆山市周庄镇南湖村天主堂 （中共建政後被拆除，但村民至今大多依舊信奉天主教，現於周莊景區檢票口西側建有一小堂。）
- 圣安德肋堂：苏州市昆山市石牌渔业村天主堂 （據村民所述，此堂每個月第三個星期會開放一日，平日基本關閉，村中現存教徒較少且多爲年紀很大的老人。）
- 圣若瑟堂： 苏州市昆山市周市镇横泾村11组（青水港）天主堂
- 聖母進教之佑堂

### 太仓市
- 中华殉道诸圣真福堂
- 车浜圣母无玷始胎堂：苏州市太仓市双凤镇车浜天主堂
- 新圩圣母玫瑰堂：苏州市太仓市双凤镇新圩村天主堂
- 岳王天主之母堂：苏州市太仓市岳王镇天主堂
- 张泾圣若瑟堂：苏州市太仓市沙溪镇直塘张泾天主堂
- 百花圣方济各·沙勿略堂：苏州市太仓市沙溪镇百花天主堂（太倉殯儀館附近）

### 常熟市
- 塘角耶稣君王堂：苏州市常熟市花溪塘角108号
- 颜港玫瑰圣母堂：苏州市常熟市颜港街130号
- 冶塘圣母无玷始胎堂： 苏州市常熟市尚湖镇冶塘老宅村
- 圣若瑟堂：苏州市常熟市辛庄镇杨园桃园村
- 天主圣三堂：苏州市常熟市董浜镇添智堂小浜村
- 圣方济各·沙勿略堂：苏州市常熟市梅李镇珍门沈家市
- 圣母玫瑰堂：苏州市常熟市支塘镇何市何家湾

### 张家港市
- 杨舍圣若瑟堂：苏州市张家港市杨舍鎮花園浜二村42號
- 楊舍聖家堂：在建
- 后塍圣母无玷始胎堂：苏州市张家港市后塍镇人民北路天主堂
- 鹿苑圣若瑟堂：苏州市张家港市塘桥镇滩里村天主堂

## 历史上的教会学校
- 有原中学：位于鹿苑镇，1942年迁入苏州娄门内北街堂。

義達小學：位於昆山縣陸家浜，為天主教會創辦的小學，并附設天文臺。